# Promagistrat
Promagistratul (pro magistratu, în caliate de magistrat) este persoana investită cu puterea de magistrat, însă numai în afară de pomerium (bulevard sacru, de o parte și de alta a brazdei primordiale, făcută în momentul întemeierii unui oraș). Promagistratura are tot un caracter militar (comandă militară sau guvernare a unei provincii), de aceea nu pot exista decât trei feluri de promagistrați: proconsulii, propretorii și (mult mai rar), prochestorii. Promagistrați sunt numiți (în general prin senatus consult) fie magistrații în funcție sau la ieșirea lor din funcție, prorogându-li-se puterile, fie magistrații în funcție sau la ieșirea lor din funcție, conferindu-li-se puterile unei magistraturi mai înalte, fie, în sfârșit, acordând puterea consulară, de pretor sau de chestor, unui simplu particular, care a exercitat sau nu o magistratură (de exemplu, Pompei a obținut două triumfuri, fără să fi fost magistrat). Teoretic, promagistratul era inferior magistratului, ale cărui puteri le are, în afară de pomerium. Spre deosebire de magistraturi, promagistraturile nu sunt anuale, ci au o durată stabilită, în general prin senatus consult (aviz dat de Senat unui magistrat, care i-a prezentat o problemă). Atunci când, pe timpul lui Sylla, consulatul și pretura au devenit magistraturi „urbane”, doar promagistrații au putut exercita comanda militară și guverna provinciile. În sfârșit, când Pompei, în 52 î.Hr., a suprimat prorogația, cerând un interval de cinci ani între exercitarea unei magistraturi și cea a unei promagistraturi, aceasta a devenit practic o funcțiune independentă: desemnarea unui simplu particular drept promagistrat, din excepțională devenea legală. În timpul Imperiului, promagistrații sunt guvernatori de provincii.